# Großer Preis von San Marino 2000
Der Große Preis von San Marino 2000 (offiziell XXIV Grand Prix of San Marino) fand am 9. April auf dem Autodromo Enzo e Dino Ferrari in Imola statt und war das dritte Rennen der Formel-1-Weltmeisterschaft 2000.

## Berichte

### Hintergrund
Nach dem Großen Preis von Brasilien führte Michael Schumacher in der Fahrerwertung mit zwölf Punkten vor Giancarlo Fisichella und mit 14 Punkten vor Rubens Barrichello. Ferrari führte in der Konstrukteurswertung mit 18 Punkten vor Benetton-Supertec und mit 19 Punkten vor Jordan-Mugen.
Heinz-Harald Frentzen bestritt seinen 100. Grand Prix.
Mit Michael Schumacher (zweimal), Frentzen und David Coulthard (jeweils einmal) traten drei ehemalige Sieger zu diesem Grand Prix an.

### Training

#### Freitagstraining
Michael Schumacher erzielte die schnellste Runde vor seinem Teamkollegen Barrichello und Coulthard.

#### Samstagstraining
Mika Häkkinen übernahm die Führungsposition vor Michael Schumacher und Coulthard. Wegen Öldruckprobleme verpasste Nick Heidfeld die Sitzung und der zweite Prost-Pilot Jean Alesi drehte sich im Verlauf des Trainings mehrere Male.

### Qualifying
Im Qualifying erzielte Häkkinen die Pole-Position vor Michael Schumacher und Coulthard. Für Häkkinen war es die 24. Pole-Position seiner Karriere.

### Warm Up
Im Warm Up kam es zu einer Doppelführung der McLaren-Piloten mit Häkkinen vor Coulthard. Dritter wurde Michael Schumacher.

### Rennen
Beim Start des Rennens behielt Häkkinen die Führung vor Michael Schumacher. Der Ferrari-Pilot hatte einen schlechten Start und musste sich gegen Coulthard verteidigen. Vor der Tamburello musste Coulthard schließlich Schumacher ziehen lassen. Barrichello nutzte die Situation, um ebenfalls an Coulthard vorbeizufahren. Jacques Villeneuve hatte eine gute Startphase und fuhr auf den fünften Platz vor. Hinter ihm lagen Jarno Trulli und Eddie Irvine. Bereits nach wenigen Runden mussten Frentzen und Jenson Button mit technischen Problemen sowie Marc Gené nach einem Unfall aufgeben.
An der Spitze entwickelte sich ein Duell zwischen Häkkinen und Michael Schumacher, die sich vom restlichen Fahrerfeld absetzen konnten. Barrichello und Coulthard bildeten ebenfalls eine Zweiergruppe, die sich von den anderen Piloten absetzen, aber nicht mit der Spitze mithalten konnte. Während beide Prost-Piloten mit einem Hydraulikschaden ausgefallen waren, stabilisierte sich Häkkinens Vorsprung auf Schumacher bei drei Sekunden. Mit einem Rückstand von beinahe 25 Sekunden gingen Barrichello und Coulthard zeitgleich an die Box. Da Coulthard einen kürzeren Stopp absolvierte, gelang es ihm an Barrichello vorbeizufahren. Eine Runde später kamen auch die führenden Piloten an der Box. Häkkinen absolvierte dabei einen kürzeren Boxenstopp als Michael Schumacher und behielt die Führungsposition. Zeitgleich hatte Coulthard ein temporäres technisches Problem und musste Barrichello wieder vorbeilassen. Wenig später stabilisierten sich die Rundenzeiten des McLaren-Piloten jedoch wieder.
Hinter den ersten vier Piloten duellierten sich Villeneuve, Ralf Schumacher und Mika Salo um die fünfte Position. An der Spitze behielt Häkkinen seinen Vorsprung zunächst, obwohl er nach einer Kollision mit einem Wrackteil zunächst etwas langsamer fuhr. Kurz vor Häkkinens zweiten Boxenstopp gelang es Michael Schumacher den Vorsprung zunächst auf zwei Sekunden zu reduzieren, bevor er durch Überrundungsverkehr weitere Sekunden verlor. Da sein McLaren-Rivale jedoch kurzzeitig ein Elektronikproblem hatte, ging er in der 44. Runde mit einem Vorsprung von drei Sekunden auf Michael Schumacher an die Box.
In der nächsten Runde absolvierte auch Barrichello seinen zweiten Boxenstopp, während Ralf Schumacher mit einem Treibstoffdruckverlust ausfiel. Coulthard gelang es zu dieser Zeit mit guten Sektorenzeiten die Position vor Barrichello einzunehmen. Während Pedro de la Rosa nach einem Unfall ausschied, fiel bei Michael Schumachers Boxenstopp in der 49. Runde eine Vorentscheidung um den Grand-Prix-Sieg. Da er weniger Treibstoff tanken musste, war sein Boxenstopp kürzer und er kam vor Häkkinen zurück auf die Strecke. Kurz vor Rennende musste Trulli auf dem siebten Platz liegend mit Getriebeproblemen aufgeben.
Michael Schumacher gewann das Rennen vor Häkkinen mit einem Vorsprung von 1,168 Sekunden. Mit einem deutlichen Rückstand von über 50 Sekunden kam Coulthard auf dem dritten Platz ins Ziel. Ihm gelang es jedoch innerhalb der letzten Runden Barrichello um circa 40 Sekunden zu distanzieren. Mit einer Runde Rückstand kam Villeneuve auf dem fünften und Salo auf dem sechsten Platz ins Ziel.
In der Weltmeisterschaft konnten Michael Schumacher und Ferrari ihre Vorsprünge in den jeweiligen Wertungen weiter ausbauen.

## Meldeliste
| Team                           | Nr. | Fahrer                | Chassis         | Motor                 | Reifen |
| ------------------------------ | --- | --------------------- | --------------- | --------------------- | ------ |
| West McLaren Mercedes          | 01  | Mika Häkkinen         | McLaren MP4/15  | Mercedes-Benz 3.0 V10 | B      |
| West McLaren Mercedes          | 02  | David Coulthard       | McLaren MP4/15  | Mercedes-Benz 3.0 V10 | B      |
| Scuderia Ferrari Marlboro      | 03  | Michael Schumacher    | Ferrari F1-2000 | Ferrari 3.0 V10       | B      |
| Scuderia Ferrari Marlboro      | 04  | Rubens Barrichello    | Ferrari F1-2000 | Ferrari 3.0 V10       | B      |
| Benson and Hedges Jordan       | 05  | Heinz-Harald Frentzen | Jordan EJ10     | Mugen-Honda 3.0 V10   | B      |
| Benson and Hedges Jordan       | 06  | Jarno Trulli          | Jordan EJ10     | Mugen-Honda 3.0 V10   | B      |
| Jaguar Racing                  | 07  | Eddie Irvine          | Jaguar R1       | Cosworth 3.0 V10      | B      |
| Jaguar Racing                  | 08  | Johnny Herbert        | Jaguar R1       | Cosworth 3.0 V10      | B      |
| BMW Williams F1 Team           | 09  | Ralf Schumacher       | Williams FW22   | BMW 3.0 V10           | B      |
| BMW Williams F1 Team           | 10  | Jenson Button         | Williams FW22   | BMW 3.0 V10           | B      |
| Mild Seven Benetton Playlife   | 11  | Giancarlo Fisichella  | Benetton B200   | Supertec 3.0 V10      | B      |
| Mild Seven Benetton Playlife   | 12  | Alexander Wurz        | Benetton B200   | Supertec 3.0 V10      | B      |
| Gauloises Prost Peugeot        | 14  | Jean Alesi            | Prost AP03      | Peugeot 3.0 V10       | B      |
| Gauloises Prost Peugeot        | 15  | Nick Heidfeld         | Prost AP03      | Peugeot 3.0 V10       | B      |
| Red Bull Sauber Petronas       | 16  | Pedro Diniz           | Sauber C19      | Petronas 3.0 V10      | B      |
| Red Bull Sauber Petronas       | 17  | Mika Salo             | Sauber C19      | Petronas 3.0 V10      | B      |
| Arrows F1 Team                 | 18  | Pedro de la Rosa      | Arrows A21      | Supertec 3.0 V10      | B      |
| Arrows F1 Team                 | 19  | Jos Verstappen        | Arrows A21      | Supertec 3.0 V10      | B      |
| Telefonica Minardi Fondmetal   | 20  | Marc Gené             | Minardi M02     | Fondmetal 3.0 V10     | B      |
| Telefonica Minardi Fondmetal   | 21  | Gastón Mazzacane      | Minardi M02     | Fondmetal 3.0 V10     | B      |
| Lucky Strike Reynard BAR Honda | 22  | Jacques Villeneuve    | BAR 002         | Honda 3.0 V10         | B      |
| Lucky Strike Reynard BAR Honda | 23  | Ricardo Zonta         | BAR 002         | Honda 3.0 V10         | B      |

## Klassifikationen

### Qualifying
| Pos. | Fahrer                | Konstrukteur      | Zeit     | Start |
| ---- | --------------------- | ----------------- | -------- | ----- |
| 01   | Mika Häkkinen         | McLaren-Mercedes  | 1:24,714 | 01    |
| 02   | Michael Schumacher    | Ferrari           | 1:24,805 | 02    |
| 03   | David Coulthard       | McLaren-Mercedes  | 1:25,014 | 03    |
| 04   | Rubens Barrichello    | Ferrari           | 1:25,242 | 04    |
| 05   | Ralf Schumacher       | Williams-BMW      | 1:25,871 | 05    |
| 06   | Heinz-Harald Frentzen | Jordan-Mugen      | 1:25,892 | 06    |
| 07   | Eddie Irvine          | Jaguar-Cosworth   | 1:25,929 | 07    |
| 08   | Jarno Trulli          | Jordan-Mugen      | 1:26,002 | 08    |
| 09   | Jacques Villeneuve    | BAR-Honda         | 1:26,124 | 09    |
| 10   | Pedro Diniz           | Sauber-Petronas   | 1:26,238 | 10    |
| 11   | Alexander Wurz        | Benetton-Supertec | 1:26,281 | 11    |
| 12   | Mika Salo             | Sauber-Petronas   | 1:26,336 | 12    |
| 13   | Pedro de la Rosa      | Arrows-Supertec   | 1:26,349 | 13    |
| 14   | Ricardo Zonta         | BAR-Honda         | 1:26,814 | 14    |
| 15   | Jean Alesi            | Prost-Peugeot     | 1:26,824 | 15    |
| 16   | Jos Verstappen        | Arrows-Supertec   | 1:26,845 | 16    |
| 17   | Johnny Herbert        | Jaguar-Cosworth   | 1:27,051 | 17    |
| 18   | Jenson Button         | Williams-BMW      | 1:27,135 | 18    |
| 19   | Giancarlo Fisichella  | Benetton-Supertec | 1:27,253 | 19    |
| 20   | Gastón Mazzacane      | Minardi-Fondmetal | 1:28,161 | 20    |
| 21   | Marc Gené             | Minardi-Fondmetal | 1:28,333 | 21    |
| 22   | Nick Heidfeld         | Prost-Peugeot     | 1:28,361 | 22    |

### Rennen
| Pos. | Fahrer                | Konstrukteur      | Runden | Stopps | Zeit        | Start | Schnellste Runde |
| ---- | --------------------- | ----------------- | ------ | ------ | ----------- | ----- | ---------------- |
| 01   | Michael Schumacher    | Ferrari           | 62     | 2      | 1:31:39,776 | 02    | 1:26,774 (58.)   |
| 02   | Mika Häkkinen         | McLaren-Mercedes  | 62     | 2      | + 1,168     | 01    | 1:26,523 (60.)   |
| 03   | David Coulthard       | McLaren-Mercedes  | 62     | 2      | + 51,008    | 03    | 1:27,014 (54.)   |
| 04   | Rubens Barrichello    | Ferrari           | 62     | 2      | + 1:29,276  | 04    | 1:27,899 (46.)   |
| 05   | Jacques Villeneuve    | BAR-Honda         | 61     | 2      | + 1 Runde   | 09    | 1:28,816 (39.)   |
| 06   | Mika Salo             | Sauber-Petronas   | 61     | 2      | + 1 Runde   | 12    | 1:28,336 (40.)   |
| 07   | Eddie Irvine          | Jaguar-Cosworth   | 61     | 2      | + 1 Runde   | 07    | 1:28,387 (60.)   |
| 08   | Pedro Diniz           | Sauber-Petronas   | 61     | 2      | + 1 Runde   | 10    | 1:27,814 (61.)   |
| 09   | Alexander Wurz        | Benetton-Supertec | 61     | 1      | + 1 Runde   | 11    | 1:29,180 (55.)   |
| 10   | Johnny Herbert        | Jaguar-Cosworth   | 61     | 1      | + 1 Runde   | 17    | 1:29,049 (59.)   |
| 11   | Giancarlo Fisichella  | Benetton-Supertec | 61     | 1      | + 1 Runde   | 19    | 1:28,884 (59.)   |
| 12   | Ricardo Zonta         | BAR-Honda         | 61     | 2      | + 1 Runde   | 14    | 1:28,787 (28.)   |
| 13   | Gastón Mazzacane      | Minardi-Fondmetal | 60     | 2      | + 2 Runden  | 20    | 1:30,030 (15.)   |
| 14   | Jos Verstappen        | Arrows-Supertec   | 59     | 3      | + 3 Runden  | 16    | 1:28,842 (54.)   |
| 15   | Jarno Trulli          | Jordan-Mugen      | 58     | 2      | DNF         | 08    | 1:28,754 (57.)   |
| –    | Pedro de la Rosa      | Arrows-Supertec   | 49     | 2      | DNF         | 13    | 1:29,370 (42.)   |
| –    | Ralf Schumacher       | Williams-BMW      | 45     | 1      | DNF         | 05    | 1:27,339 (45.)   |
| –    | Jean Alesi            | Prost-Peugeot     | 25     | 1      | DNF         | 15    | 1:29,719 (17.)   |
| –    | Nick Heidfeld         | Prost-Peugeot     | 22     | 1      | DNF         | 22    | 1:29,350 (16.)   |
| –    | Jenson Button         | Williams-BMW      | 5      | 0      | DNF         | 18    | 1:31,912 (04.)   |
| –    | Marc Gené             | Minardi-Fondmetal | 5      | 0      | DNF         | 21    | 1:31,524 (05.)   |
| –    | Heinz-Harald Frentzen | Jordan-Mugen      | 4      | 0      | DNF         | 06    | 1:31,503 (03.)   |

## WM-Stände nach dem Rennen
Die ersten sechs des Rennens bekamen 10, 6, 4, 3, 2 bzw. 1 Punkt(e).

### Fahrerwertung
| Pos. | Fahrer                | Konstrukteur      | Punkte |
| ---- | --------------------- | ----------------- | ------ |
| 01   | Michael Schumacher    | Ferrari           | 30     |
| 02   | Rubens Barrichello    | Ferrari           | 9      |
| 03   | Giancarlo Fisichella  | Benetton-Supertec | 8      |
| 04   | Mika Häkkinen         | McLaren-Mercedes  | 6      |
| 05   | Ralf Schumacher       | Williams-BMW      | 6      |
| 06   | Jacques Villeneuve    | BAR-Honda         | 5      |
| 07   | Heinz-Harald Frentzen | Jordan-Mugen      | 4      |
| 08   | David Coulthard       | McLaren-Mercedes  | 4      |
| 09   | Jarno Trulli          | Jordan-Mugen      | 3      |
| 10   | Ricardo Zonta         | BAR-Honda         | 1      |
| 11   | Jenson Button         | Williams-BMW      | 1      |

| Pos. | Fahrer           | Konstrukteur      | Punkte |
| ---- | ---------------- | ----------------- | ------ |
| 12   | Mika Salo        | Sauber-Petronas   | 1      |
| 13   | Alexander Wurz   | Benetton-Supertec | 0      |
| 14   | Jos Verstappen   | Arrows-Supertec   | 0      |
| 15   | Eddie Irvine     | Jaguar-Cosworth   | 0      |
| 16   | Marc Gené        | Minardi-Fondmetal | 0      |
| 17   | Pedro de la Rosa | Arrows-Supertec   | 0      |
| 18   | Pedro Diniz      | Sauber-Petronas   | 0      |
| 19   | Nick Heidfeld    | Prost-Peugeot     | 0      |
| 20   | Gastón Mazzacane | Minardi-Fondmetal | 0      |
| 21   | Johnny Herbert   | Jaguar-Cosworth   | 0      |
| –    | Jean Alesi       | Prost-Peugeot     | 0      |

### Konstrukteurswertung
| Pos. | Konstrukteur      | Punkte |
| ---- | ----------------- | ------ |
| 01   | Ferrari           | 39     |
| 02   | McLaren-Mercedes  | 10     |
| 03   | Benetton-Supertec | 8      |
| 04   | Jordan-Mugen      | 7      |
| 05   | Williams-BMW      | 7      |
| 06   | BAR-Honda         | 6      |

| Pos. | Konstrukteur      | Punkte |
| ---- | ----------------- | ------ |
| 07   | Sauber-Petronas   | 1      |
| 08   | Arrows-Supertec   | 0      |
| 09   | Jaguar-Cosworth   | 0      |
| 10   | Minardi-Fondmetal | 0      |
| 11   | Prost-Peugeot     | 0      |